# Megalithanlagen von Gomené
Die Megalithanlagen von Gomené liegen im Zentrum der Bretagne, im äußersten Süden des Département Côtes-d’Armor in Frankreich. Die Allée couverte von Le Ville Menot und der Menhir La Vaut-Janot (oder de la Pellionaie) liegen bei Gomené.
Das Galeriegrab von Le Ville Menot liegt beim Weiler Le Ville Menot, südwestlich von Gomené. Es besteht aus zwei Reihen mit fünf Tragsteinen auf der einen und vier auf der anderen Seite. Sie stützen drei in situ befindliche Decksteine. Ein vierter liegt am Boden. Das Galeriegrab war länger, aber einige Steine wurden zweckentfremdet, um ein Haus zu bauen.
Der Menhir von La Vaut-Janot (auch Guénaie; Pellionnaie; Pellionaye oder Roche Longue genannt) aus der Jungsteinzeit steht im Bois des Folies (Wald), südöstlich von Gomené und ist etwa 5,7 Meter hoch, 2,55 m breit und in Bodennähe 2,45 m dick. Seine Basis liegt etwa 2,1 m tief im Boden. Am Fuße des Granitkolosses wurden verschiedene Ausgrabungen vorgenommen. Nur ein paar verbrannte Steine wurden gefunden.